# Helmut Liebermann
Helmut Liebermann (* 31. Oktober 1923 in Niederfrohna, Sachsen; † 15. Dezember 2013)  war ein deutscher Diplomat. Er war Botschafter der DDR in der Volksrepublik China.

## Leben
Liebermann wurde als Sohn eines Arbeiters geboren. Nach dem Besuch der Volks- und Mittelschule absolvierte er eine Lehre zum Fotograf. 1942 wurde er zum Reichsarbeitsdienst eingezogen, anschließend arbeitete er als Fotogehilfe.
Er wurde 1945 Mitglied der KPD und 1946 Mitglied der SED. Ab 1948 arbeitete er als selbstständiger Fotomeister. Von 1951 bis 1954 absolvierte er ein Dolmetscherstudium am Pädagogischen Institut Leipzig. 
Ab Juni 1954 war er Mitarbeiter des  Ministeriums für Auswärtige Angelegenheiten der DDR (MfAA). Bis 1958 war er als Dolmetscher  und Attaché an der DDR-Botschaft in Peking tätig. 1958/59 wirkte er als Oberreferent in der Abteilung Ferner Osten des MfAA. 1960/61 studierte er an der Humboldt-Universität zu Berlin mit Abschluss als Diplom-Sinologe. 1961/62 war er Hauptreferent in der Abteilung Ferner Osten im MfAA. Ab 1962 fungierte er als Zweiter Sekretär, ab 1963 als Erster Sekretär und von 1964 bis 1966 als Botschaftsrat an der DDR-Botschaft in Peking. Ab 1966 war er stellvertretender und ab 1973 Leiter der Abteilung Ferner Osten im MfAA. Von Januar 1976 bis April 1982 war er Botschafter der DDR in der VR China. Anschließend arbeitete er wieder als stellvertretender Leiter der Abteilung Ferner Osten im MfAA.

## Auszeichnungen
- Vaterländischer Verdienstorden in Bronze (1969), in Silber (1983) und in Gold (1988)